# Russische Minderheit in China
Die russische Minderheit in China (chinesisch 俄羅斯族, Pinyin Éluósīzú) bildet eine der 56 ethnischen Gruppen, die von der Volksrepublik China anerkannt werden. Beim Zensus im Jahre 2010 wurden 15.393 Russen gezählt.

## Geschichte
Die ersten dokumentierten russischen Bürger, die nach China einwanderten, waren Nachkommen der Kosaken, die sich der mandschurischen kaiserlichen Garde im Jahre 1685 anschlossen. 
Die wirklich bedeutende Immigration der Russen nahm 1897 beim Bau der chinesischen Osteisenbahn ihren Lauf.
Die Spitze erreichte die Immigration aus Russland in der Zeit nach der Oktoberrevolution vor allem in der Stadt Harbin (Provinz Heilongjiang, Mandschurei). Teile der Nachkommen der eingewanderten Russen schlossen sich in eigenen Großverbänden als Söldner der Kaiserlich Japanische Armee im Zweiten Japanisch-Chinesischen Krieg an und wurde nach dem Ende der Gefechte an die UdSSR ausgeliefert.
In den folgenden Jahren nach der Gründung der Volksrepublik wanderte die Mehrheit der Russen nach Australien und Südostasien aus.
Seit dem Jahr 1990 hat sich die Straße Yabao Lu (雅宝路,  Yǎbǎo Lù) in der Einwohnergemeinschaft Yabaoli (雅宝里社区,  Yǎbǎolǐ Shèqū) des Straßenviertels Chaowai (朝外街道,  Cháowài Jiēdào) im Stadtbezirk Chaoyang der Hauptstadt Peking zu einem Zentrum des chinesisch-russischen Handels, insbesondere des Textil- und chinesischen Pelzhandels entwickelt. Dies führte zur Ansiedlung zahlreicher russischer Unternehmer und Händler.

## Verbreitung der Russen in China (2000)

### Provinzebene
Insgesamt: 15.609 (2000).
Verteilung der russischen Bevölkerung in China
| Verwaltungsgliederung                 | Anzahl Russen | %-Anteil aller Russen Chinas |
| ------------------------------------- | ------------- | ---------------------------- |
| Uigurisches Autonomes Gebiet Xinjiang | 8.935         | 57,24 %                      |
| Autonomes Gebiet Innere Mongolei      | 5.020         | 32,16 %                      |
| Provinz Heilongjiang                  | 265           | 1,7 %                        |
| Stadt Peking                          | 216           | 1,38 %                       |
| Provinz Liaoning                      | 150           | 0,96 %                       |
| Provinz Hebei                         | 102           | 0,65 %                       |
| Rest Chinas                           | 921           | 5,9 %                        |

### Kreisebene
Verbreitungsgebiete der Russen auf Kreisebene (2000)
Hier wurden nur Werte ab 0,5 % berücksichtigt. AG = Autonomes Gebiet; AB = Autonomer Bezirk; AK = Autonomer Kreis.
| übergeordnete Provinzebene | übergeordnete Bezirksebene | Kreis, Stadt, Stadtbezirk    | Anzahl der Russen | % aller Russen Chinas |
| -------------------------- | -------------------------- | ---------------------------- | ----------------- | --------------------- |
| AG Innere Mongolei         | Stadt Hulun Buir           | Stadt Ergun                  | 2.532             | 16,22 %               |
| Uigurisches AG Xinjiang    | Kasachischer AB Ili        | Stadt Tacheng                | 2.049             | 13,13 %               |
| Uigurisches AG Xinjiang    | Stadt Ürümqi               | Stadtbezirk Tianshan         | 907               | 5,81 %                |
| Uigurisches AG Xinjiang    | Stadt Ürümqi               | Stadtbezirk Saybag           | 747               | 4,79 %                |
| AG Innere Mongolei         | Stadt Hulun Buir           | Stadtbezirk Hailar           | 724               | 4,64 %                |
| AG Innere Mongolei         | Stadt Hulun Buir           | Stadt Yakeshi                | 632               | 4,05 %                |
| Uigurisches AG Xinjiang    | Kasachischer AB Ili        | Stadt Gulja                  | 561               | 3,59 %                |
| Uigurisches AG Xinjiang    | Stadt Ürümqi               | Stadtbezirk Xinshi           | 507               | 3,25 %                |
| Uigurisches AG Xinjiang    | Kasachischer AB Ili        | Kreis Dorbiljin              | 455               | 2,91 %                |
| Uigurisches AG Xinjiang    | AB Changji der Hui         | Stadt Changji                | 227               | 1,45 %                |
| Uigurisches AG Xinjiang    | Stadt Karamay              | Stadtbezirk Karamay          | 227               | 1,45 %                |
| AG Innere Mongolei         | Stadt Hulun Buir           | Stadt Manjur                 | 224               | 1,44 %                |
| Uigurisches AG Xinjiang    | Kasachischer AB Ili        | Kreis Qagantokay             | 208               | 1,33 %                |
| AG Innere Mongolei         | Stadt Hulun Buir           | Stadt Genhe                  | 204               | 1,31 %                |
| Uigurisches AG Xinjiang    | keine                      | Stadt Shihezi                | 200               | 1,28 %                |
| Uigurisches AG Xinjiang    | Kasachischer AB Ili        | Kreis Korgas                 | 195               | 1,25 %                |
| Uigurisches AG Xinjiang    | Stadt Ürümqi               | Stadtbezirk Shuimogou        | 164               | 1,05 %                |
| AG Innere Mongolei         | Stadt Hulun Buir           | Stadt Zalantun               | 162               | 1,04 %                |
| AG Innere Mongolei         | Stadt Hulun Buir           | Autonomes Banner der Ewenken | 159               | 1,02 %                |
| Uigurisches AG Xinjiang    | Kasachischer AB Ili        | Stadt Altay                  | 158               | 1,01 %                |
| Uigurisches AG Xinjiang    | Mongolischer AB Bayingolin | Stadt Korla                  | 152               | 0,97 %                |
| Uigurisches AG Xinjiang    | Stadt Ürümqi               | Stadtbezirk Midong           | 150               | 0,96 %                |
| Uigurisches AG Xinjiang    | Kasachischer AB Ili        | Kreis Burqin                 | 134               | 0,86 %                |
| Uigurisches AG Xinjiang    | Stadt Karamay              | Stadtbezirk Dushanzi         | 119               | 0,76 %                |
| Uigurisches AG Xinjiang    | Kasachischer AB Ili        | Xibenischer AK Qapqal        | 115               | 0,74 %                |
| Uigurisches AG Xinjiang    | Mongolischer AB Bortala    | Stadt Bortala                | 106               | 0,68 %                |
| Uigurisches AG Xinjiang    | Kasachischer AB Ili        | Kreis Shawan                 | 101               | 0,65 %                |
| Uigurisches AG Xinjiang    | AB Changji der Hui         | Kreis Manas                  | 101               | 0,65 %                |
| Uigurisches AG Xinjiang    | Stadt Ürümqi               | Kreis Ürümqi                 | 99                | 0,63 %                |
| Uigurisches AG Xinjiang    | Kasachischer AB Ili        | Stadt Usu                    | 92                | 0,59 %                |
| Uigurisches AG Xinjiang    | Stadt Ürümqi               | Stadtbezirk Toutunhe         | 85                | 0,54 %                |
| Uigurisches AG Xinjiang    | AB Changji der Hui         | Stadt Fukang                 | 84                | 0,54 %                |
| Stadt Peking               | keine                      | Stadtbezirk Haidian          | 81                | 0,52 %                |
| Uigurisches AG Xinjiang    | Kasachischer AB Ili        | Kreis Tokkuztara             | 80                | 0,51 %                |
| Rest Chinas                |                            |                              | 2.868             | 18,37 %               |

## Bekannte Russen aus China
- Faina Ipatjewna Wachrewa (chin. 蔣方良, Chiang Fang-liang), Frau des Präsidenten Chiang Ching-kuo, First Lady der Republik China 1978–1988
- Nikolai Iwanowitsch Lunew (chin. 卢尼奥夫·尼古拉·伊万诺维奇), Abgeordneter der Politischen Konsultativkonferenz des Chinesischen Volkes (PKKCV)
- Pierre Batcheff, russischstämmiger französischer Schauspieler
- Nikolai Nikolajewitsch Tscheboksarow, sowjetischer Ethnograph und Anthropologe
- Semjon Solomonowitsch Gerschtein, russischer theoretischer Physiker